# Єлюй Амбагай
Єлюй Амбагай (Абаоцзі), храмове ім'я Тай-цзу (кит.: 太祖; піньїнь: Taizu — «Великий пращур») — вождь племені киданів, імператор киданів, засновник династії Ляо.

## Народження та юність
Майбутній імператор киданів Тай-цзу народився 872 року. Він був сином Гуньлі (Єлюя Саладі) — чиновника, що обіймав посаду іліцзиня (виконував військові й судові функції). Відповідно до легенди, перед народженням Єлюй Амбагай його мати, Сяо Яньмуцзінь, побачила сон, що до неї в лоно спустилося сонце, після чого вона завагітніла. У 3-місячному віці Абаоцзі навчився ходити, раптово почав говорити й наперед знав про всі справи. З малих літ він міг розмірковувати про справи роду. Від самого народження майбутній імператор вирізнявся великодушшям, мав великий розум і не був схожим на інших. В дитинстві його називали Цзюеліци — «неперевершена сила». Досягнувши зрілого віку, Абаоцзі вирізнявся міцною статурою, сміливістю, войовничістю та кмітливістю. Чудово їздив верхи та стріляв із лука, пробиваючи стрілою залізо завтовшки в один цунь.

## Подальша кар'єра
Потім, Абаоцзі став чиновником (очевидно військовим) і хитрістю підкорив людей народу шивей, які не підкорялися владі киданів, переміг жунів та здобував перемоги над цими й іншими племенами, після чого люди надали йому ім'я Ачжусалі («подібний до батька та діда, гарний правитель»). 901 року Ціньде, дядько Тай-цзу, ставши ханом, призначив його ілізцинем у своєму племені. Тай-цзу розбив одне за іншим племена шивей та юйцзюе, а також захопив багато полонених. 902 року Тай-цзу на чолі 400-тисячного війська вирушив у похід до провінцій Хедун і Хебей, захопивши дев'ять великих міст і багато полонених, верблюдів, коней, великої рогатої худоби й овець — разом 95 000 голів. 903 року Тай-цзу покарав народ нючжі (чжурчженів).

## Сходження на престол і правління
Про переддержавну історію киданів мало що відомо. Китайські документи вперше містять згадки про киданів у IV столітті, коли на тлі бурхливих подій періоду 16 варварських держав, почав формуватися киданський етнос. Ще наприкінці IX століття кидані, що населяли степи Західної Маньчжурії, перебували на цивілізаційному етапі військової демократії. Їхнє протидержавне утворення було конфедерацією восьми племен-кочовищ під керівництвом єдиного верховного вождя, котрим ставав по черзі на три роки кожен із восьми племінних вождів даженів («великих людей»). 903 року Єлюй Амбагай став черговим вождем тієї конфедерації.
907 року, коли настав час здати владу іншому племінному вождю, Абаоцзі, за порадою дружини Шулюй, запросив усіх вождів на бенкет де, напоївши їх вином, відрубав усім даженям голови. Так 907 (за однією з версій — лише 916) був здійснений державний переворот, і децентралізована киданська конфедерація трансформувалася в монархічну державу, яка 937 року, вже після смерті Абаоцзі, отримала назву Ляо.
Абаоцзі оголосив себе Тяньхуан-ваном (Небесним імператором), а свою дружину Шулюй — імператрицею. Для згуртування киданів Абаоцзі одразу розпочав війни з сусідами. 911 року він підкорив татабів, 915 — амурське плем'я угі, а 926, після десятирічної, невдалої для киданів спочатку, війни, нарешті була завойована держава Бохай. Після цього він перейменував останню на «державу» Дундань і призначив керувати нею старшого сина Туюя. Іноді, в ще нестабільній державі киданів, виникали бунти, однак всіх їх було успішно придушено.
Крім того, Тай-цзу інтенсивно займався внутрішньою політикою та розбудовою держави Ляо. В проведені реформ йому активно допомагав уродженець землі Янь, Хань Янь-хуей. Останній вперше навчив киданів організації офіційних закладів, будуванню міст, обнесених внутрішніми і зовнішніми стінами та створенню торгових містечок. У підкоренні киданями інших держав також велику роль відіграв Янь Хуей. Окрім, того, за Абаоцзі, на базі китайської, була складена киданська писемність у кількості понад 3 тисяч знаків, а у великому кочів'ї, в якому жив Тай-цзу, був побудований буддійський храм, названий Тяньсюнсі. Крім того були збудовані чотири великі вежі для оборони й засноване обласне місто Танчжоу.
В вересні 926 року імператор Тай-цзу помер в Фуюйчені та був похований на горі Муешань.

## Діти

### Сини
- Єлюй Туюй (Пей)
- Єлюй Яогу (Дегуан)
- Єлюй Ліху (Хунгу)
- Єлюй Яліго

### Доньки
- Елюй Чжигу